# メロン
メロン（甜瓜、和名：メロン、英: melon、学名：Cucumis melo）は、果実を食用にするウリ科の一年生草本植物である。また、その果物・果実のこと。漢字では甜瓜（てんか）と呼び、これはメロンを指すと同時にマクワウリをも含む表記である。
メロンは園芸分野では果菜（実を食用とする野菜）とされるが、青果市場での取り扱いや、栄養学上の分類では果物あるいは果実と分類される。
インド原産で、中近東を経てヨーロッパに渡った西洋系品種と、中国で広まった東洋系品種があり、各地で栽培されている。現在メロンとよばれる果実は、甘味や香りが強い西洋系メロンが主流で、甘味や香りがない東洋系メロンはウリとよばれている。果皮は緑色や黄色、白色などがあり、無地のほかネットメロンとよばれる網目模様のものや、縦縞模様が入るメロンもある。栄養的にはビタミンCやカリウムが豊富なのが特徴。

## 歴史

### 起源地と古代文明地への伝播
北アフリカや中近東地方の原産地と推定されたが、2010年に発表された植物学者スザンヌ・レナーとミュンヘン大学の研究者らの遺伝子研究によれば、インドが原産地と裏付けられた。インドのインダス渓谷で紀元前2300年 - 同1600年ごろのメロンが、インド中西部で紀元前1600年ごろのものが発見されている。古代インドのアーリア人が、原住民のムンダ族がメロンに名づけていた複数の言葉を借用して、サンスクリット語でチャルバター（carbhatah）やキルビタ（cirbhita）などと呼んでいたが、これがウリ科植物やメロンの仲間を表すラテン語のククルビット（cucurbit）の語源となった。
メロンはごく早い時代にインドから西方のイラン（ペルシア）へ広がったとみられており、紀元前3000年ごろのメロンの種子がイラン南東部の古代遺跡シャフリ・ソフタから発見されている。紀元前7世紀の古代メソポタミアでは、粘土板に書かれた楔形文字から、バビロニアの王、メロダク・バルアダン2世の菜園でメロンと解釈できる植物が栽培されていたとみられている。紀元前2000年ごろの古代エジプトでは、エジプトメロンやヘビウリが食べられていたともいわれている。古代ギリシアにおいて、メロンの仲間についての記述として現れる最も古いものは、紀元前4世紀のヒポクラテスによるもので、科学者の多くはこれがメロンであるとみている。古代ローマでも、同様にメロンが食べられていたとみられているが、古代のメロンは現代のような甘いメロンではなかったと考えられている。
メロンがインドから東方の中国へ到達した時期は不明であるが、中国浙江省では紀元前3000年ごろのメロン種子が発掘されている。このメロン種子は甘くないメロンだった可能性もあるが、植物学者のテレンス・W・ウォルターズによれば西周時代（紀元前1100年ごろ - 同771年）における中国では、マスクメロンと野菜用メロンは重要な果菜であったという。漢代（紀元前206年 - 紀元220年）にはメロンは中国で一般に食べられていた。

### 中世から近世
その後、甘いメロンが作られるまで数世紀に及ぶ改良の努力が行われた。研究者の多くは、中世の終わり（15世紀末）になって、ようやく現代と同じ甘いメロンがアルメニアからイタリアへと入ってきて、その後ヨーロッパ全土に広がったと考えている。中世ヨーロッパではメロンは甘いものということは知られており、甘くて食味の良いメロンも作られていたとみられているが、一方では栽培技術が未熟であったため、メロンは味気ないものという評価もなされていた。ルネサンスのころに南フランスでカンタルー種のような甘い品種が作られるようになり、メロンは野菜の仲間ではなくなっていった。
近東と中央アジアなどのシルクロード沿いのオアシスでは、栽培環境が整った上に最高品質のメロンが採れ、その種を取引する市場となっていた。10世紀にアラビア語による最古の料理書を編纂したアル＝ワッラークは、多様なメロンについて執筆しており、中でも中国産メロンについて「蜂蜜のように甘く、麝香のような芳香を持つ」と評している。6世紀の中国で書かれた農書にはメロンの栽培法について解説されており、『西遊記』の三蔵法師で知られる7世紀唐代の仏僧・玄奘は、旅先のインド滞在記にメロンについても記録を残している。13世紀モンゴル帝国のシルクロードを旅したマルコ・ポーロは、ペルシアやアフガニスタンで栽培・日干し保存加工されている甘いメロンについて最高のものだと書き、メロンの評判を呼んでいた。14世紀後半に中央アジアを支配したティムールを訪問したスペイン使節団は、中央アジアで食べたメロンの味に魅了され「すばらしく非常に美味しい」と評した。
大航海時代に入るとシルクロード（陸路）の交易は廃れたが、16世紀イギリスの探検家アンソニー・ジェンキンソンのほか、19世紀ヴィクトリア朝の探検家フィレッド・バービーナや、ジャーナリストのエドモンド・オドノヴァンらが中央アジアに訪れた際に食べた甘くて新鮮なメロンの美味しさに言及したとされる。16世紀以降、カンタロープメロンと他の甘いメロンがヨーロッパで非常に人気があり、南フランスのカヴィヨン地方はカンタロープメロンの産地として有名になった。
新世界には元々メロンは存在しなかったが、クリストファー・コロンブスが1494年のカリブ海域をめざす2度目の航海で初めて持ち込んだ。メロンは旧世界から新世界でも急速に広がり、16世紀前半には中米で栽培され、16世紀後半から17世紀前半にかけて北米のフロリダやハドソン川流域でも栽培されるようになった。さらに1683年、スペイン人はメロンの種をカリフォルニアに持ち込んでおり、北米のスペイン人入植地におけるメロン栽培は成功をとげている。スペイン植民地時代初期のパナマとペルーや、イギリス・オランダ植民地でも、メロンはごくふつうに食べられていた。南米北東部にあるオランダ植民地のスリナムで、奴隷反乱の鎮圧に加わったオランダ人のジョン・ステッドマンは、18世紀末に黒人奴隷がメロン栽培をしている様子を伝えている。
一方でメロンについての記述で初期のものは、何も知らない人がメロンを食べて命を落としたという根拠のない警告が多数あり、中世ヨーロッパ人のあいだでは、メロンは甘いのでつい食べ過ぎると病気にかかり命を落としたり、中毒性があると危険視する考え方もまかり通っていた

### 近代以降
19世紀末にアメリカ・カリフォルニアに移住してきたアルメニア人は、祖国から甘いカサバメロンやペルシャメロンを持ち込み、栽培した。その100年後、カリフォルニアへ移住したアフガニスタンと中央アジア移民も同様に、祖国から持ち込んだ甘いメロンの栽培に取り組んでいる。北米産で緑果肉で刺激の強い香りを持つモントリオールメロンは、17世紀末にイエズス会がフランスからカナダに持ち込んだメロンを、19世紀に品種改良したものだと言われている。収穫後は日持ちしないため一時絶滅しかかったが、1995年に種子がアイオワ州のシードバンクで再発見され、このメロンの生産を再開する努力と更なる改良が続けられている。
1970年代のイスラエルでは、ハネデュースメロンとマスクメロンを交配して甘く芳香のあるガリアメロンが作られ、これがブラジル、スペイン、アメリカ、パナマ、エジプト、コスタリカで商業生産されている。
フランスでは、南フランスのカヴァイヨン地方で産するカンタロープメロンが国の誇りとなっている。1987年には、カヴァイヨンのシャラントメロンを称え、販売促進の目的もあって「同胞騎士団メロン勲章」が創設されている。

### 日本

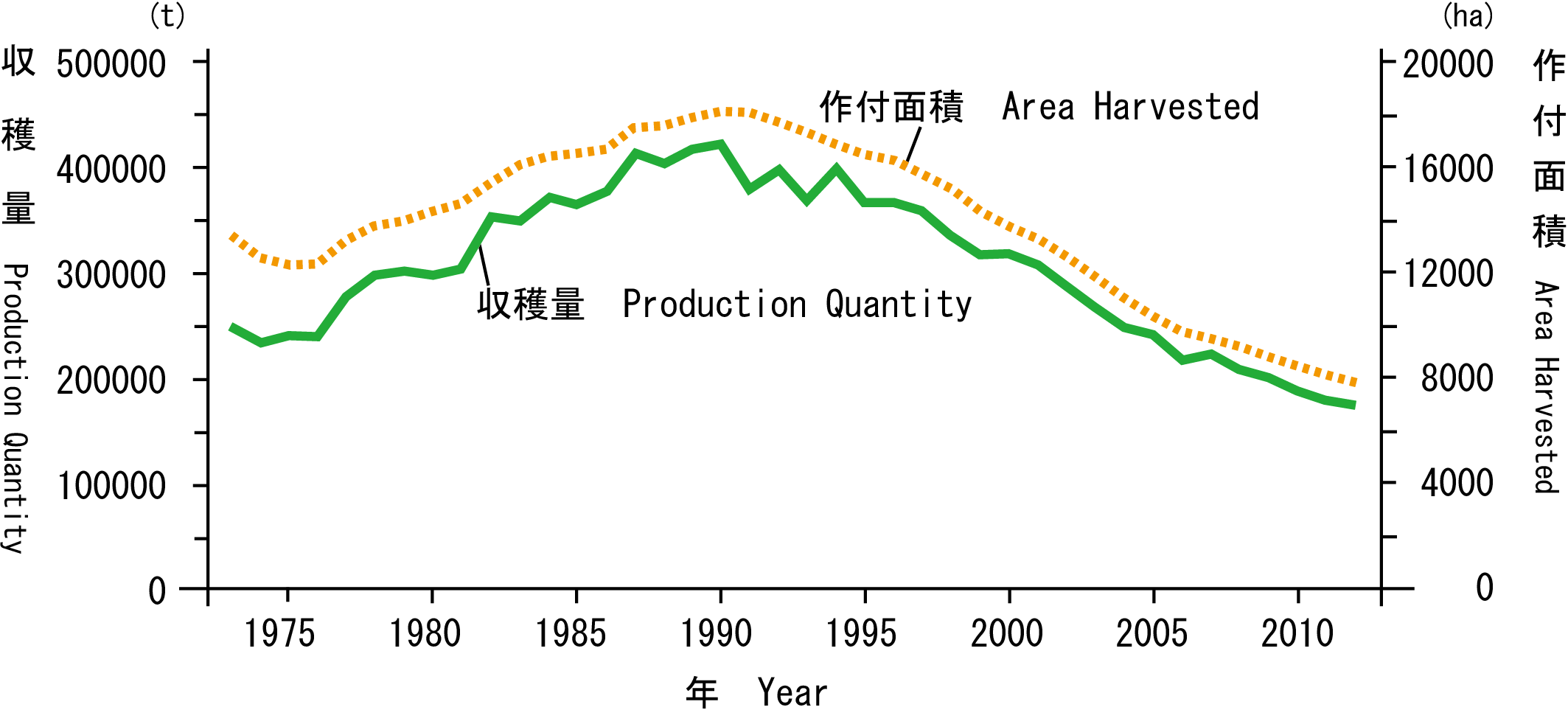
日本のメロンの収穫量と作付面積の推移（1973年 - 2012年）

日本では中世以前に中国方面から東洋系品種であるマクワウリが渡来し、近代に入り西洋系のメロンが移入された。両者は生物学上は同種だが、一般的にはメロンの名称は西洋系品種を指す。
中世の考古遺跡から炭化種子が検出されており、古い時代に渡来して雑草化したものは「雑草メロン」(Cucumis melo L. var. agrestis Naud.)と呼ばれ、西日本の島嶼部などに自生している。元和年間（1615年 - 1624年）、徳川家康が江戸に美濃真桑村の名産だったマクワウリの栽培を命じた。明治時代になると政府は北海道の開拓を始めたが、1872年（明治5年）に北海道導入前の農作物を試験育成する開拓使官園（東京官園）で、米国から導入した甜瓜の栽培が行われ、翌1873年（明治6年）に北海道の七重開墾場（七重官園）で、東京官園から甜瓜を取り寄せて栽培を開始した。日本で最初のマスクメロン栽培は、1893年（明治26年）ごろに新宿植物御苑で日本初の加湿式温室が完成し、責任者の福羽逸人はここで果物の研究を行い、イギリスやフランスから取り寄せた種からマスクメロンの栽培方法を確立したといわれている。マスクメロンの中でも、1925年（大正14年）にイギリスの宮廷園芸用育成品種「アールス・フェボリット」（マスクメロンの1種）の種子が日本へ導入され、静岡県温室農業協同組合クラウンメロン支所の前身である磐田温室農協丸静支所などで、その栽培方法の確立が行われた。
1932年（昭和7年）になって、静岡県で「アールス・フェボリット」の栽培が始められ、以後同県でのみ栽培が続けられた。マスクメロンの一品種で、贈答用として化粧箱に入れて販売されることの多い夕張メロンは、戦後の1961年（昭和36年）に誕生した。一方、坂田種苗（現在のサカタのタネ）の創業者である坂田武雄は、フランスで食べた露地メロンの味に感動し、日本に戻って開発を指示。試行錯誤のうえ日本在来のマクワウリの系統と、ヨーロッパの甘いメロンを交配して新しいメロンの品種を開発し、1962年（昭和37年）に「プリンスメロン」を発表した。プリンスメロンは茨城県旭村（現・鉾田市）と八千代村（現・八千代町）で栽培が始められ、それまで高級果物だった甘いメロンを、一般家庭の食卓に普及させた。静岡県では、1本の「アールス・フェボリット」のつるに1個だけ果実つけさせた栽培法で作った最高級ブランド「クラウンメロン」の販売を開始。1974年（昭和49年）、園芸植物育種研究所により青肉ネット系の「アムスメロン」が発表される。
日本はマスクメロン栽培のパイオニアともいわれており、一般的なメロンよりもかなり高価な値段がつけられている。夕張メロンは、2008年（平成20年）の初競りで2玉250万円の高値をつけている。一方で栽培難度が高いアールス系マスクメロンに外見や食味が近くかつ生産が容易な新たなネットメロン品種の開発も積極的になされ、「アンデスメロン」や「クインシーメロン」といった低価格かつ食味にも優れた品種が多く出回るようになってきた。1977年（昭和52年）、サカタのタネがオリジナル品種の「アンデスメロン」を発売。1989年（平成元年）に横浜植木が開発した赤肉ネット系メロンの「クインシーメロン」を発売。2010年（平成22年）、茨城県農業センターがアールス系の青肉ネットメロン「イバラキング」を発売した。

## 特徴

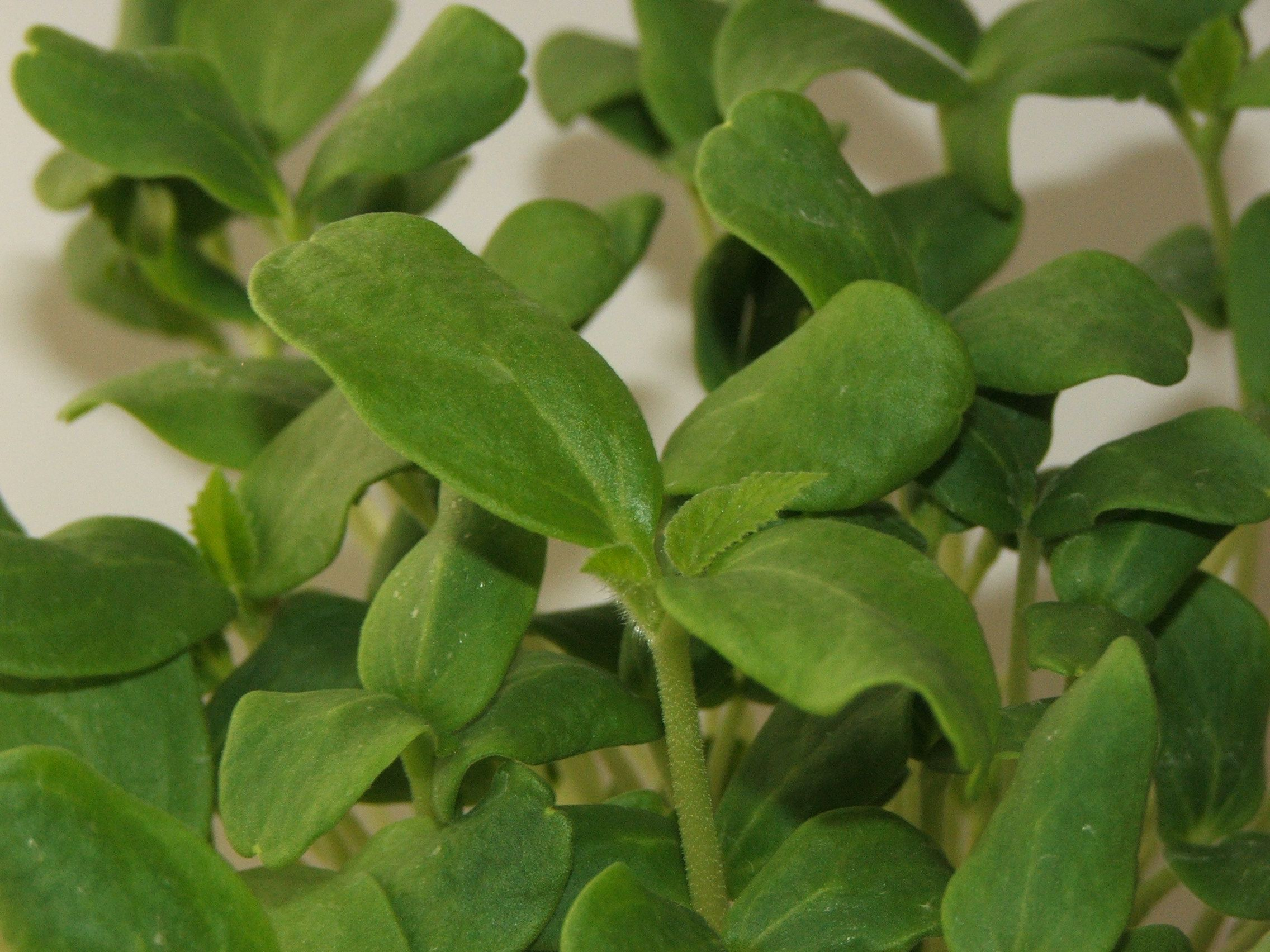
苗

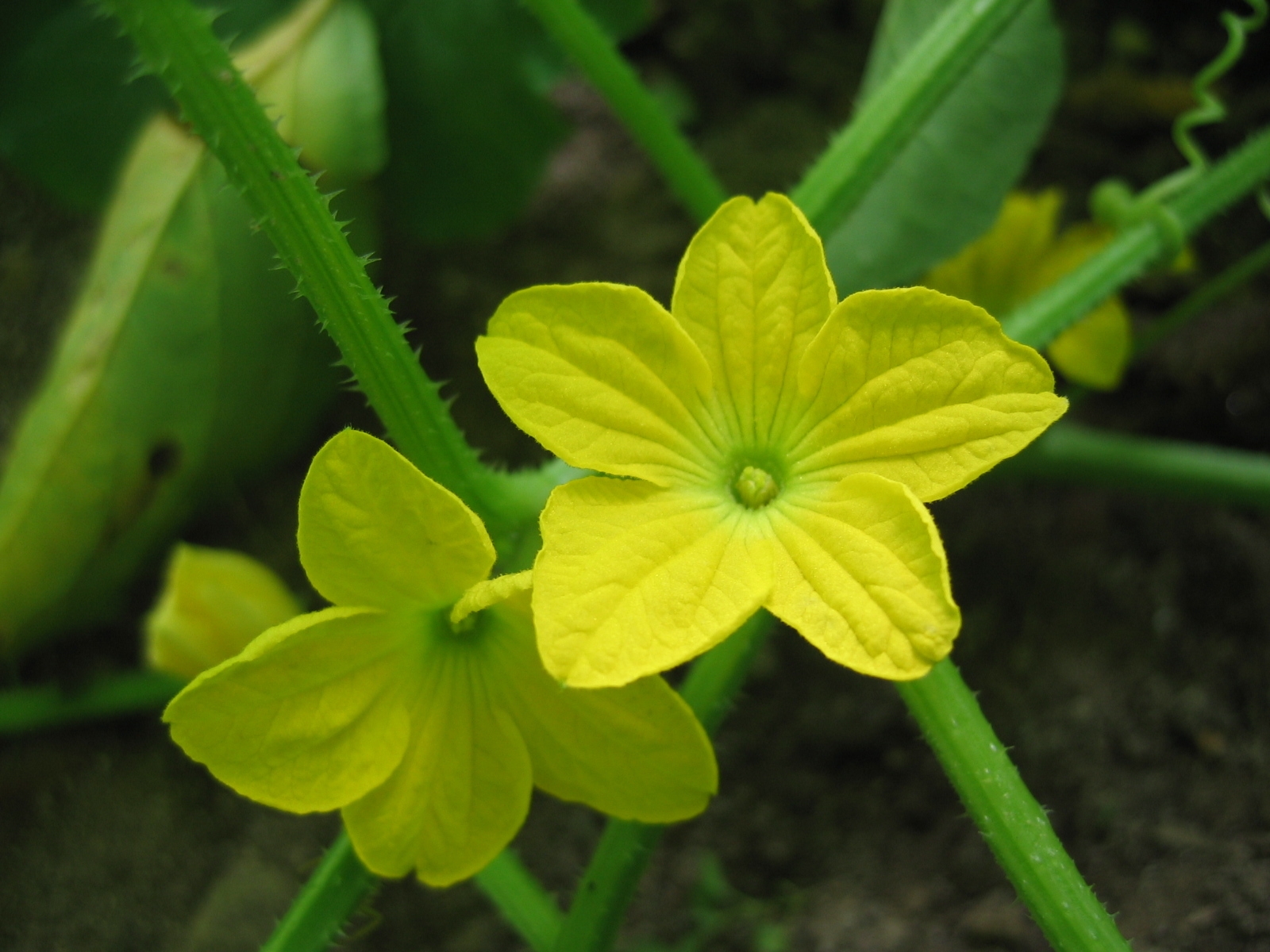
花

一年生のつる植物で、一般に食べられているような果肉が詰まったメロンは、品種改良を経て作られたものである。ウリ科植物のなかでも旧世界に由来する植物で、熟成期間の最後を、十分な日光に当てて過不足ない水分を与えた適切な環境で育てられることによって、果実の甘い風味が増す。

### 実
果実は多くの場合に球形であるが、ラグビーボール形やこん棒形、さらには蛇の様に細長いものまで変化に富む。表面は白色、緑色、黄色などで、複数の色が混ざる事もあり、イボや深い溝を生ずることも多い。網目が生じるもの（アミメロン・網系）と生じないもの（アミナシメロン・網無し系）とがある。多くは中心部が綿状で多数の種子を含む。
日本で流通しているアミメロンは、品質を高めるために1本の蔓から通常1個しか収穫しない。主なネットメロン品種は受粉してから食べ頃までの日数が特定されている。ネットとは、かさぶたのようなものであり、果実の成長期に果肉と表皮の伸長率のずれによって生じるひび割れを塞ぐ分泌物から形成されるもの。
実を1個残す過程で未熟な状態で収穫される実は「摘果メロン」と呼ばれ、メロン漬けの材料となる。ただし生産量最大の茨城県では1株に2玉としており、サイズや品位は下がるが低価格で近隣の大消費地へ供給可能としている。
果実は熟すと甘くなるが、酸味が含まれる場合もある。極粉質の果実をつける品種（ババゴロシとも呼ばれる）や、乾燥地帯の品種には極めて保存性のよい（1年程度もつ）品種もある。この場合は果物というより、水筒の代わりとしての利用である。
スイカほど実は大きくならないが、それでも2004年に世界最大のマスクメロン（29.4キログラム）が米国アラスカ州の都市パーマーで採れている。

### 果肉
果肉色は、主に赤肉種・青肉種・白肉種に分類される。
赤肉種：赤色系（橙色）
夕張メロン・クインシーメロン・アムスメロンなど。
青肉種：緑色系（黄緑色）
アンデスメロン・プリンスメロン・タカミメロン・アールスメロン・イバラキングメロンなど。
白肉種：白色系（乳白色）
ホームランメロン・ハネデューメロン・パパイヤメロンなど。

## 分類
通常Cucumis melo L.の西方に伝わった品種群をメロンと呼び、東方に伝わった品種群を瓜（ウリ）と呼ぶ。日本のマクワウリなどもそのひとつである。欧米では、ウリ科キュウリ属の甘いメロンや野菜タイプのメロンとウリ科スイカ属をまとめて、「メロン」と一般に呼ばれている。メロンと同じキュウリ属の有用植物としてキュウリ（胡瓜、C. sativus）があるが、植物学的な種のメロン（C. melo）のなかでも特に甘いものが、ふつう「メロン」として扱われている。
植物学者のあいだで、長年いくつかの群に分類することについて取り組まれてきたが、メロンは異種交配するため系統が複雑で、厳密なグループ分けをすることがむずかしい。分類法について科学者によっては見解は分かれ長く議論されているが、ここでは7つの群とその他に分けた分類法で列挙する。

### 品種
- カンタルペンシス群 (C. melo var cantalupensis)
一般に果実は丸く、果皮に畝を立てたような筋が走ってゴワゴワして、滑らかなものでもでこぼこしたタイプがあるのが特徴[44]。網目は生じない。独特の香りをもち、果肉はオレンジ色が多く、熟してもつるから外れない[44]。シャラントメロン、ガリアメロン、アルジェリアンメロンなど[44]。北米で「カンタロープ」と呼ばれるメロンは、この群には含まれない[44]。
- レティクラトゥス群（C. melo var. reticulatus）
果実は丸形からラグビーボール形で、果肉に麝香のような香りを持つ品種群で、果皮には網目模様が走り、熟すとつるから外れるのが特徴[45]。果肉はオレンジ色、クリーム色、緑色のものがある[45]。マスクメロン、カンタロープ、スペインメロン、ナツメグメロン（ネットメロン）、ペルシャメロン、アンデスメロン、アールスメロンなど[45]。
  - アールス・フェボリット（アールスメロン） - 元々は英国宮廷園芸用に育成された品種で、1925年に日本に導入され、現在は日本だけで栽培されているマスクメロン。静岡県は主生産地。[46]
    - クラウンメロン - 静岡県袋井市や森町などで温室栽培されているアールスメロンの地域ブランド名。1本の木に1個の実だけを育てた高品質なメロン。四季に合わせた20数種類の品種があり、周年販売されている[47]。

  - アンデスメロン（アンデス） - 日本で高級マスクメロンかプリンスメロンの2択しかできなかった1977年に登場した品種で、サカタのタネが開発し、ネットメロンを大衆化させた[47]。「アンデス」は登録商標で、「作って安心」「売って安心」「安心です」の意味から命名された[38]。青肉で果皮に網目があり、食味が良く、日持ちがする。日本では高級なマスクメロン（アールス・フェボリット）に代って人気がある[7]。
    - 赤いアンデス - 2015年に誕生した「アンデス」の赤肉メロン品種。他の赤肉メロンよりも賞味期限が長い[47]。

  - イバラキング - 茨城県の育種技術を結集し、10年以上かけて誕生したオリジナル品種。開発過程では、味や香りの良いアールス系統F1品種を父親メロンとし、約4万個体から選び抜いた母親メロンと約400通り以上の組み合わせを行った[48]。きめ細かい緑果肉で、爽やかな味が特徴[46]。名称は、全国一のメロン生産量を誇る茨城県の「メロンの王様として茨城の顔になってほしい」との願いを込めて命名された[49]。
  - オトメ - タキイ種苗が育成したマスクメロンの品種で、茨城県鉾田市の種苗会社と協力して2000年から出荷されている。果肉は黄緑色で甘く、芳香がある[47]。
  - クインシー（Queen(クイーン ) &Healthy(ヘルシー )） - 赤肉で果皮に網目がある。口当たりの良い深みのある甘味が特徴。実は大きめで糖度が高い[7]。名称は、女王の「クイーン」と、カロテンが豊富で健康を意味する「ヘルシー」から命名されている[47]。
  - タカミメロン - 果肉が青肉の「タカミ」と赤肉の「タカミレッド」があり、果皮の網目が細かく入る。糖度が高く、さわやかな甘味があり「貴味メロン」とよばれている[7][47]。
  - 肥後グリーン - 主に熊本県で栽培されている果肉が緑色で果皮に細かいネットがあるメロン。高糖度でありながらすっきりした味わいがある[47]。
  - 夕張キング（夕張メロン） - カンタロープの後継品種「スパイシー・カンタロープ」の赤果肉と香りと、「アールス・フェボリット」の甘さを求めて交配したF1品種[46]。主生産地は北海道夕張市で、夕張市農業協同組合（JA夕張市）の品質検査に合格したものだけが「夕張メロン」の商標で出荷される。
  - ルピアレッド - みかど協和が「IK×アールス」に「アンデス」を交配育成した赤肉のネットメロン。主産地は北海道や茨城県などで、北海道産のものは「らいでんメロン」（共和町）や「富良野メロン」（富良野市）のブランド名で販売されている[47]。
  - レノン（レノンメロン） - タキイ種苗が交配育成した大玉で種の部分が少ない可食部が多い赤肉ネットメロン。主に茨城県、青森県、熊本県で栽培されている。
- イノドルス群（フユメロン群、C. melo ver. inodorus)
果実は丸形からラグビーボール形で、果皮の表面に網目がなく滑らかなものやいぼ状をしており、一部の品種を除いて熟しても大半はつるから外れない[45]。果肉は緑色や白色が多く、麝香のような香りを持たない[45]。熟すまでに時間がかかり、他のメロンよりも大型のものが多く、収穫後も数か月保管できることから「フユメロン」[注釈 2]ともよばれる[45]。ハネデューメロン（ホワイトアンディーブ）、ハミウリ、クレンショーメロン、サンタクロースメロン、カナリアメロン、カサバメロン、ピエル・デ・サポ、クリスマスメロンなど[45]。
  - ボナンザメロン - 網目がない果皮は黄色く、果肉が白色で熟すと半透明になってくる。皮はごく薄く、果肉に歯ごたえがあり、あっさりした甘味がある。[7]
  - ホームランスター - ハネデュー系メロンを交配して作られたやや楕円形の果実で、果皮と果肉が乳白色の品種。果肉はなめらかで、完熟すると甘味が強くなり、とろけるような果肉になる[7][47]。
- フレクスオスス群 (C. melo ver. flexuosus)
Flex は「曲がる」の意で、果実は蛇のように長くなる[50]。果皮は淡緑色や暗緑色で、食味は甘くなくキュウリに似ており、一般には野菜として扱われる[50]。南アジアから北アフリカにかけて栽培されている。ヘビウリ、アルメニアキュウリなど[50]。
- コノモン群 (C. melo ver. conomon)
ピクルスメロンともよばれるアジアで数千年にわたって栽培されてきたメロンで、一般に甘くはなく野菜として利用される[51]。果実は球形か円筒状で、果皮はなめらかで緑色・白色・縞模様のものがある[51]。シロウリ、アカゲウリ（モーウイ）など。
- ドゥダイム群 (C. melo ver. dudaim)
小型のメロンで果実は球形やラグビーボール形で、果皮に縞模様、果肉は苦味を持つものもあり、あまり食用では利用されない[51]。ポケットメロン、ザクロメロン、ドゥダイムメロン、アップルメロン、ヴァインボメグラネート、プラムグラニー、ワイルドマスクメロンなどとも呼ばれ[52]、プレザーブや部屋の芳香剤に用いられる。
- モモルディカ群 (C. melo ver. momordica)
果実は球形やラグビーボール形で、果皮は滑らか、熟すと果実が割れるのが特徴[43]。果肉の果汁は少なくパサパサした食感で、一般には実が若いうちに生食するか調理して食べる[43]。スナップメロン（ポンメロン）など。
- チト群 (チトメロン、Chito group)
果実が小型の球形でカンタロープを小型にしたような外見[43]。食味は中には甘いものもあるが、キュウリに近い[43]。ガーデンレモン、メロンアップル、ツルモモ、マンゴーメロン、オレンジメロンの名称でも知られ、これらは外見的特徴から名付けられている[43]。主にピクルスに使われる[43]。
- マクワ群 (Makuwa Group)
マクワウリなど。
  - キンショウメロン（キンショーメロン） - 1968年に誕生したマクワウリとスペイン系メロンを交配した品種で、果実はやや縦長の球形で、果皮は濃い黄色で果肉が白い。[7][47]
  - マクワウリ - 日本の代表的な東洋系メロンで果肉は白い。濃厚な甘味や香りはないが、あっさりした甘味と歯ごたえがある。[7]
    - 黄金まくわ - マクワウリの改良品種。奈良県では伝統野菜として「大和野菜」に認定される。[47]

  - タイガーメロン - マクワウリの一種と西洋系メロンの交配種で、果皮に緑と黄色の縦縞模様が入るのが特徴。果肉は白色で、さっぱりした甘さがある。[7]

- イノドルス群の一種ハネデューメロン
- イノドルス群の一種ハミウリ
- マクワ群のマクワウリ
- レティクラトゥス群に分類されるネットメロン
- フレクスオスス群の一種ヘビウリ
- イノドルス群の一種ピエル・デ・サポ
- シロウリもメロンの一種（コノモン群）

### マスクメロン
マスクメロンとは、品種名ではなく麝香（Musk）の香りがするメロンの総称のことである。

## 栽培

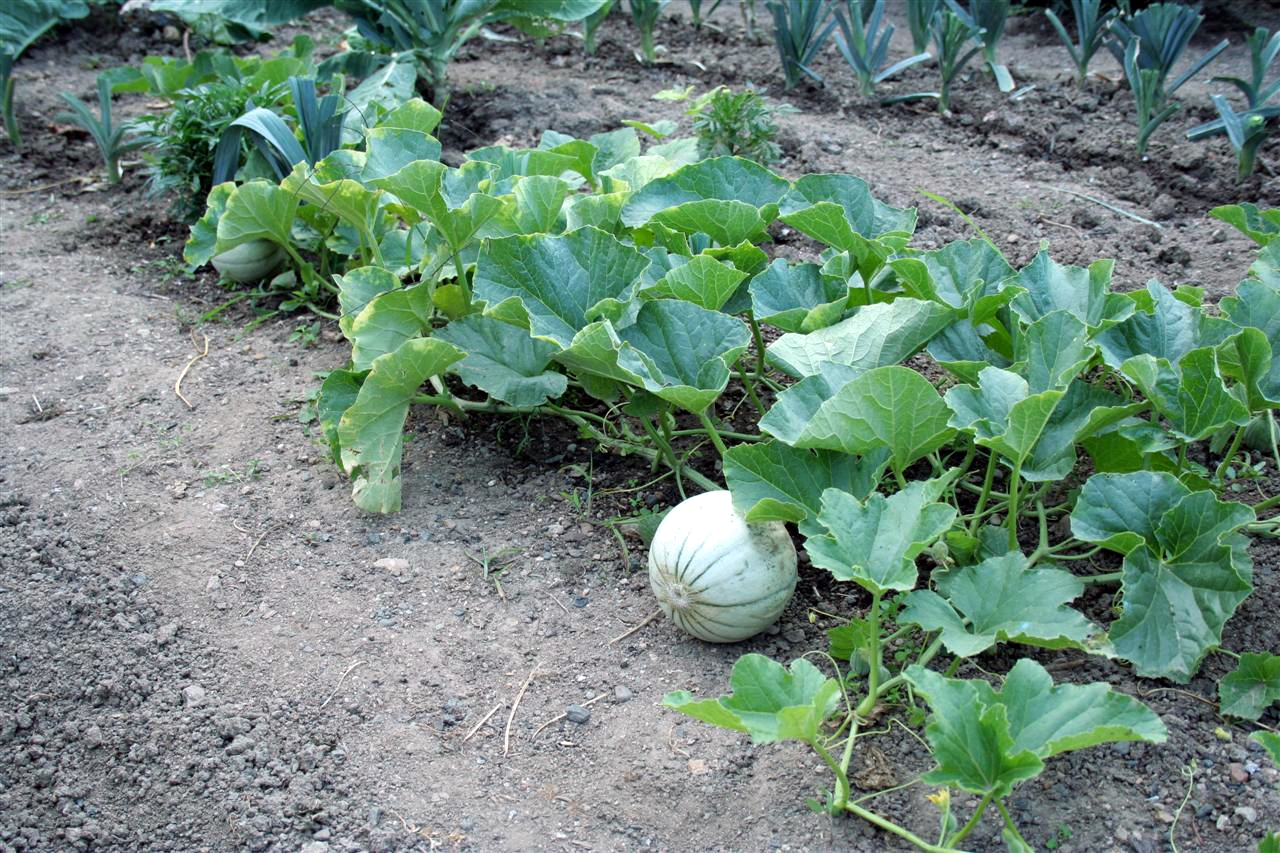
メロンの露地栽培例

春に種をまき、晩春に植え付け、初夏から盛夏にかけて収穫する果実的野菜である。野菜類のうちでは最も高温性で、栽培適温は昼間28 - 30度、夜温18 - 20度、15度以下では生育困難になるといわれている。日照を大変好む性質のため、日当たりのよい場所で作付けしないと栽培は難しい。連作障害もあり、これを防ぐためには接ぎ木苗を使わない場合で3 - 4年は畑を休める必要が出てくる。畑は前作が終わったときにできるだけ早く石灰をまいて良く耕して準備し、植え付けの2週間くらい前に溝を掘って元肥を入れて埋めて、畝をつくる。畝全体を黒色ポリフィルムで覆ってマルチングすることにより地温を上げたり、フィルム保温により作柄が安定するようになる。つるを地面に這わせる地ばい栽培と、支柱を立てて栽培する支柱立て栽培がある。
種は育苗ポットに3粒ほどまいて、地温25度前後を目安に保温して発芽させ、本葉1枚のころに間引いて1本仕立てにし、本葉4 - 5枚になったときが仕上がり苗となる。定植は、苗を75 cm以上の間隔で畝に植え付けるようにする。
地ばい栽培の場合では、親づるの本葉5 - 6枚で摘心し、葉わきから子づるを伸ばしていくが、一番根元の子づるは摘み取る。伸ばした子づるは本葉10 - 12枚で摘心し、孫づるの発生を促す。小果品種では子づるを3本伸ばし、ネット系などの大果品種では2本仕立てにするのが基本になる。果実になる雌花は孫づるにつくので、親づると子づるの摘心によって整枝し、よい孫づるを伸ばすことがよい果実をつくるポイントとなる。支柱立て栽培の場合では、畝に2条植え付けて、子づるの10-15節目から発生した孫づるの1節目の雌花に着果させる。主枝は本葉25枚までに摘心し、果実がついた先の枝のほうは摘心する。メロンは雌雄異花であり、開花日に雄花の葯を雌花の柱頭になするつけるように人工授粉させることにより、着果を確実なものにすることができる。着果10 - 14日後、予定数の形のよいものだけを残すようにして、他は摘果する。1株あたりの着果の目安は、ふつう小果品種で7 - 8個、大果品種で1株4 - 5個ほどである。着果後は畝の両側に追肥を行い、15 - 20日後に2回目の追肥も行う。また地ばい栽培では、着果後につるの下の畝に敷き藁をする。結実後、果実の糖度が高まり収穫できるようになるまでの日数は、品種と栽培時期によって異なる。果実の状態を見て収穫期を判断することもできるが、あらかじめ試し取りなどの方法でよく調べて、熟期を逃さないように収穫することが肝要になる。
病虫害に、つる割病、ベと病、うどんこ病にかかったり、アブラムシがつくことがある。十分な糖度のある実をならすためには、収穫期までに葉が健全であることも重要となる。病虫害が発生したら、早めに葉の表と裏面に薬剤を散布して防除する。

## 生産
メロンは世界中の温暖な地域で栽培され、各地で多くの収穫が上がっている。

### 収穫量と作付

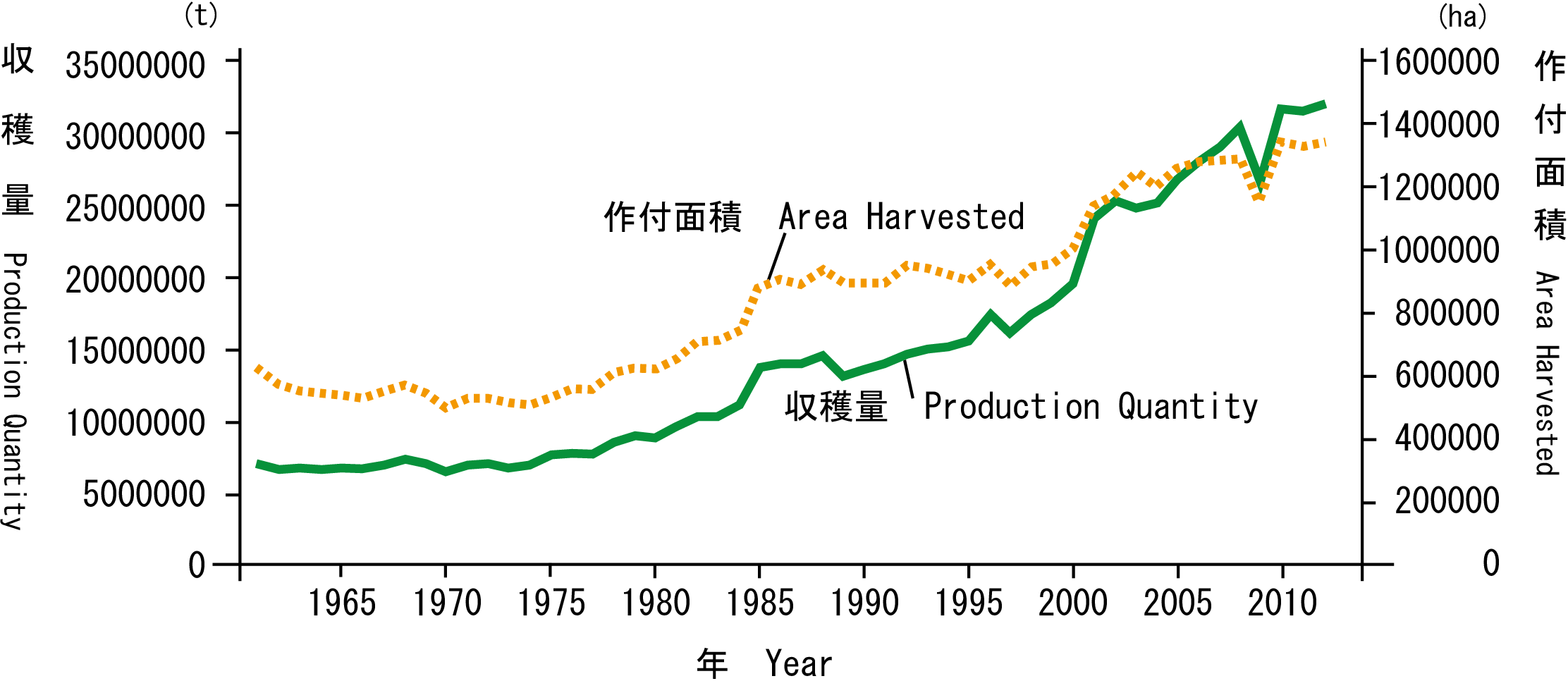
世界のメロンの収穫量と作付面積の推移（1961-2012年）

世界の生産国のなかでも中国は他を圧倒して、重量比でおよそ50%近い生産量を誇る。その他で生産量が多い国々は、上位順でトルコ、インド、イラン、カザフスタン、アメリカ合衆国、グアテマラ、ブラジル、メキシコなどである（2020年度統計）。
中国ではハミウリをはじめとする甘いメロンを栽培しており、毎年1400万トン近いメロンを生産している。トルコはヘビウリやカンタロープメロン・イノドルス群の甘いメロンを中心に多品種栽培しており、年170万トン近くを生産している。
一方で、甘いメロンを最も多く輸入している国は、アメリカ合衆国である。スペインは多品種のメロンを生産するが、特にイノドルス群のピエル・デ・サポが有名で、スペイン国内での消費が非常に多いため、ブラジルと中米で生産されたものを逆輸入している。
世界の収穫量上位10か国（2012年）
| 収穫量順位 | 国             | 収穫量 (t) | 作付面積 (ha) |
| ---------- | -------------- | ---------- | ------------- |
| 1          | 中華人民共和国 | 17,500,000 | 600,000       |
| 2          | トルコ         | 1,708,415  | 102,000       |
| 3          | イラン         | 1,450,000  | 82,000        |
| 4          | エジプト       | 1,007,845  | 40,218        |
| 5          | インド         | 1,000,000  | 44,500        |
| 6          | アメリカ合衆国 | 925,060    | 31,730        |
| 7          | スペイン       | 870,900    | 27,500        |
| 8          | モロッコ       | 717,602    | 20,982        |
| 9          | ブラジル       | 575,386    | 22,789        |
| 10         | メキシコ       | 574,976    | 20,172        |
| ―          | 世界計         | 31,925,787 | 1,339,006     |

日本の収穫量は21位で190,000トン、作付面積は25位で8,550 haである。

### 日本

#### 主要産地と品種
主要産地とその品種を記載する。
産地により収穫時期も異なり、南の県では春が収穫時期で、北の県では夏が収穫時期である。ハウス栽培が基本のアールスメロンは通年流通している。
2019年におけるメロン出荷量の全国計は141,900トンで、上位3位までの順位は1位 茨城県35,500トン、2位 熊本県23,000トン、3位 北海道21,600トンとなっており、茨城県は21年連続出荷量日本一を誇る。
- 北海道 - 三大産地は富良野（ふらのメロン）、夕張（夕張メロン）、共和（らいでんメロン）である。
  - 夕張市 - 夕張メロン（赤肉種）・夕張IKメロン（赤肉種）
  - 富良野市近郊 - ふらのメロン（赤肉種・青肉種）
  - 共和町雷電 - らいでんメロン（赤肉種）
  - 栗山町　- きららクイーン（赤肉種）
  - むかわ町穂別 - ほべつメロン（赤肉種）・I.Kメロン（赤肉種）
  - 安平町 - アサヒメロン（赤肉種）
  - 三笠市 - 三笠メロン（赤肉・青肉種）
  - 北竜町 - 北竜メロン（赤肉種・青肉種）
  - 雨竜町 - 暑寒メロン（青肉種・赤肉種）
  - 浦臼町 - 浦臼メルティーメロン（北海道において最初に栽培されたといってもいい歴史あるメロン産地 - JAピンネによる）
  - 月形町 - 月形キングメルティー（青肉種）
  - 奈井江町 - 北海キング（赤肉種）
  - 石狩市 - 厚田メロン（赤肉種）
  - 札幌市手稲区山口 - サッポロメロン（赤肉種）
  - 訓子府町 - 訓子府メロン（赤肉・青肉種）
  - 北見市 - 北見メロン（赤肉種）
  - ニセコ町・蘭越町　- ようていメロン（赤肉種（ルピアレッド・羊蹄レッド・レッド113））・青肉種（ニセコグリーン））
  - 森町・厚沢部町 - さぶりメロン（赤肉種（ルピアレッド・レッド113））
  - 弟子屈町　- 摩周メロン（赤肉・青肉種）
  - 苫前町　-　苫前メロン（赤肉種・青肉種）
  - 小平町 - （青肉種（アイボリーメロン等）・赤肉種）
  - 遠別町・羽幌町 - オロロンメロン（赤肉種・青肉種）
- 青森県
  - つがる市 - タカミメロン（青肉種）
  - 津軽地方 - つがりあんメロン
- 秋田県
  - 三種町 - サンキューメロン・カナリアンメロン
  - 男鹿市 - わかみメロン・秋田美人メロン
  - 八竜町 - 八竜メロン（アムスメロン）
- 山形県（庄内地方） - 庄内砂丘メロン
  - 酒田市酒田地区日本海沿岸
  - 遊佐町 - アンデスメロン（青肉種・赤肉種）・キスミーメロン（青肉種）・グレースメロン（青肉種）・クインシーメロン（赤肉種）・紅花メロン（赤肉種）
  - 鶴岡市鶴岡地区・大山地区 - アンデスメロン（青肉種・赤肉種）・鶴姫ブランド（鶴姫（青肉種）・鶴姫レッド（赤肉種））
- 宮城県
  - クールボジャメロン（青肉種） - 岩沼市と名取市の一部で生産されていたプリンスメロンの改良品種[59][60][61]。
- 新潟県
  - 新潟市・五泉市 - タカミメロン・アールスメロン・モンドメロン・ほほえみ・あきみどり・サニースイート・ミラノ・ヴェルダ・雅（青肉種）
  - 小千谷市 - ユウカメロン・タカミメロン・ボクの夏（青肉種）・マリアージュメロン（赤肉種）
- 茨城県 - アンデスメロン（青肉種）・タカミメロン（青肉種）・オトメメロン（青肉種）・クインシーメロン（赤肉種）・プリンスメロン（青肉種）
  - 鉾田市 - メロンの出荷量が日本一。
  - 八千代町　- メロンの出荷量が鉾田市に次いで全国第二位。
  - 坂東市- 妃（アールスフェボリット赤肉種）茨城県立坂東総合高等学校が栽培している。
- 東京都 ‐ 町田シルクメロン
  - 町田市 ‐ 世界初の温室栽培の水耕栽培で一株から60個も収穫出来る。
- 千葉県 - 千葉アクアメロン
  - 銚子市 - 銚子メロン
  - （銚子アムスメロン（第16回日本農業賞受賞）・銚子クインシーメロン・銚子タカミメロン）
  - 旭市飯岡 - 飯岡貴味メロン（青肉種）
- 静岡県 - 温室メロンの生産量が日本一。静岡クラウンメロン（青肉種）
- 愛知県
  - 渥美半島 - 渥美メロン・イエローキングメロン（ノーネットメロン）
  - カクメロ - 県内の高等学校が開発した角形メロン。一般販売もされる。
- 三重県
  - 志摩市浜島町南張 - 南張メロン
  - 名張市美旗地域 - 美旗メロン
- 滋賀県
  - 草津市下笠町 - 草津メロン
  - 守山市吉身町 - 守山メロン
  - 愛東町愛東町 - 愛東メロン
- 京都府
  - 京丹後市網野町 - 砂丘メロン
- 岡山県
  - 岡山市 - 足守メロン
- 鳥取県
  - 倉吉市 - 倉吉メロン
- 島根県
  - 益田市 - 益田メロン・アムスメロン
- 福岡県
  - 行橋市 - 白雪メロン
- 長崎県
  - 南島原市 - パパイヤメロン（白肉種）
  - 壱岐市 - アムスメロン・アールスメロン（青肉種）・キューピットメロン
- 熊本県
  - 山鹿市 - アールスメロン
  - 宇城市 - クインシーメロン、アンデスメロン
  - 玉名市 - キンショーメロン
  - 八代市 - 肥後グリーンメロン（青肉種）
  - 球磨郡地域 - プリンスメロン・ホームランメロン（白）

#### 収穫量上位10都道府県
農林水産省の統計による（2013年）
| 収穫量順位 | 都道府県 | 収穫量 (t) | 作付面積 (ha) |
| ---------- | -------- | ---------- | ------------- |
| 1          | 茨城県   | 38,900     | 1,390         |
| 2          | 北海道   | 28,100     | 1,240         |
| 3          | 熊本県   | 24,800     | 1,050         |
| 4          | 山形県   | 12,500     | 603           |
| 5          | 青森県   | 10,900     | 585           |
| 6          | 静岡県   | 9,260      | 325           |
| 7          | 愛知県   | 8,690      | 410           |
| 8          | 千葉県   | 8,060      | 358           |
| 9          | 高知県   | 3,240      | 130           |
| 10         | 秋田県   | 3,130      | 198           |
| ―          | 全国計   | 168,700    | 7,560         |

#### 輸入・輸出
日本向けの主な輸出国
- アメリカ・メキシコ - ハネデューメロン

日本産の主な輸入国
- オマーン・中国-香港- マスクメロン（アールスメロン）

## 利用
果実の食べ方は様々であるが、一般的には冷たくして食べられている。果物および野菜として生食されることが多いが、アカゲウリなどは煮物にすることもある。加工品用・飼料用での利用もある。マスクメロンは日本では贈答品として用いられることも多いが、国によっては庶民的な果物である。特有の甘い風味と香りから飲料や菓子のフレーバーにも多用される。また、上記のとおりメロン果肉・果汁には緑（青肉系）以外にも白や赤肉品種も多く出回っているが、加工食品でのメロンを示すアイコンは基本的に緑である。
熟したメロンを見分ける目安は、形や大きさ、手触り、色、香り（香りがある種類の場合）で判断する。手に持ったときに大きさの割に重さを感じ、熟したときの色になっていること、果実のお尻の部分を軽く押したときにへこむようであれば熟していると判断できる。マスクメロンの場合は、市場で売られているものは収穫の際に成りづる（果梗：かこう）から切り取られたものもあるが、自然に熟すと成りづるから果実が外れることが知られている。

### 加工品
食品
- メロン味(シャーベット・アイスクリーム・ソフトクリーム)
- メロンゼリー
- 生ハムメロン - メロンとプロシュットを組み合わせた、イタリア料理の代表的な前菜の1つ。スペイン料理ではハモン・セラーノと合わせる。
- ドライメロン - メロンの菓子。砂糖で漬け、乾燥させたもの。
- メロン漬け - 漬物。未熟で甘みがない果実を皮ごと塩漬けしたもの。マクワウリやシロウリも漬物にされる。
- メロンパン - メロンのような形状の菓子パン。メロンが使用されていない場合が多いが、実際にメロン果汁やメロンの果肉、メロンクリームを使用した商品も存在する。
- 肉詰めメロン - トルコ料理の一つで、メロンに羊肉や米を詰めたもの。

飲料
- メロン・リキュール - メロンを原材料としたリキュール。日本産で世界初のメロン・リキュールであるMidoriが有名。
- メロンシロップ - かき氷用の緑色に着色されたシュガーシロップ。メロンは使用されていない場合が多い。
- メロンソーダ - 緑色に着色された炭酸水。シロップ同様、メロンは使用されていない場合が多い。
- メロンミルク - メロンと牛乳を用いた乳飲料。苦味を抑えるためメロンは加熱したものを用いる。

## 成分・効能
メロンは世界の多くで、美味しくて滋養がある冷たい食べ物と認識されている。
メロン果実は、炭水化物が少なく、コレステロールは含まないうえ脂肪分もほとんどない。微量栄養素では、ビタミンCを豊富に含み、果肉が黄色・オレンジ色・緑色のメロンはカロテン（ビタミンA）も豊富である。メロンの全品種で、葉酸やナイアシンなどのビタミンB群とカリウムを多く含む。ナトリウムはごく僅かであるが、微量ミネラルが豊富である。糖類の主成分は、ショ糖、ブドウ糖、果糖などである。果肉には、食物繊維のペクチンが多い。
また、スイカと同様に水分が多いウリ科の植物であり、体内の余分な塩分（ナトリウム）を排泄させるカリウムが多く含まれ、腎臓病や高血圧の予防・体内温度を下げる成分も含まれており、夏バテによる食欲不振の予防も効果的である。また、解毒作用もあり、リューマチや神経痛の痛みやしびれの予防にも効果的である。
ククミシンというタンパク質分解酵素を多く含むため、多量に食べると口腔内がピリピリと痛みを生じ、まれに出血する場合もある。収穫後、熟成するにつれ、分解酵素が増加する。熟成期を極度に過ぎたものには、甘さよりも苦味が生じる。

### 伝統医学との関係
古代ギリシアの医者ヒポクラテス（紀元前460年 - 同377年）以降の西洋医学では、人間の身体の構成要素を4つの体液（気質）とする説が主流だったが、あらゆる食物は熱・冷・湿・乾の4つの区分に分けられ、これらを食べるときにバランス良くコントロールして健康促進と回復を行うとされていた。メロンは冷たく湿った食物とされ、熟成チーズや酢・塩・塩漬け肉など熱く乾いた食材でバランスをとることが必要とされた。イタリア料理に「プロシュート・ディ・パルマ」というメロンを生ハムで包んだ前菜（生ハムメロン）があるが、この気質説を元に生まれた伝統料理は現在でも食べられている。
中世初期のヨーロッパでは「存在の大いなる連鎖」という概念も発達し、地上で育つメロンは連鎖の最下層に位置するもののひとつとされ、あまり安全ではない食べ物とみなされていた。科学的にみて、メロンの果実は地面に茂り、動物の糞を肥料とすることも多いことから、表面に凹凸があるメロン果皮に大腸菌などの汚染物質がつきやすく、十分に洗わないと体内に入ってきて重篤な病気を引き起こすことがある。実際に北米では、2004年にメロンを介した大腸菌感染によって、多数の死者を出している。
中世の東ローマ帝国では、水分が多く冷たいメロンの性質が文書で述べられており、健康に役立てることに活用していた。スイカを含むメロンの仲間は腎結石に効果があり、熱中症にかかりにくくするといった効能ももつと考えられたり、高血圧や痛風、黄斑変性、白内障にも推奨されてきた。イギリス人料理研究家のエリザベス・デイヴィッドは、1970年の著書の中で、メロンが持つ身体を冷やす作用を中和するために、ショウガ粉末をメロンにかけて家族全員で食べていたという幼少期の経験談を書いている。

## 文化

### メロンにまつわる民話
メロンは、道徳的な話や、善悪や貧富の対象にもよく使われた。ロシアには二人の兄弟のうち、ひとりは利己的で金持ち、もうひとりは親切で貧乏で、小鳥とメロンの種を通してそれぞれに破滅と富をもたらすという民話がある。
ロシア南部のアストラハンの旅人が語る説話では、育つと仔羊の形になるというメロンの話があり、このメロンが下草を食べて、転がってはもっと餌になる草がないかと探したという。仔羊形のメロンにはびっしりと毛が生えて、刈り取って服を作ることができたり、さらには仔羊にとっては天敵であるオオカミを捕らえることもできたという。
明代の中国では、老いた庭師の姿を借りた不死の仙人が、冷たくて深い雪の中から香しい匂いが漂う甘いメロンを掘り出して、人間の庭師仲間を驚かせたという道教の話がある。中央アジアのウイグルでは、メロンがきっかけで農家の貧しい少女が裕福な王子と結婚したという民話がある。王から2枚の硬貨だけを渡されて王家の食べ物とニワトリとロバの餌を買ってくるように言いつけられた王子が街中で困り果て、そこで出会った少女がその硬貨で大きなメロンを買ってきて王子に渡し、その話を聞いた王が貧しい少女を迎えにやり王子と結婚させたのだという。
インドには、王を笑わせた生意気な農民の話がある。お忍び旅行をしていた王が貧しい農民の男に、空腹でのども渇いておりメロンを求めたが、男は王に献上するためのメロンだから渡せないと断り、さらにもしも献上したメロンを受け取らないような王様ならば死んでしまえと言い放って毒づいた。後日、宮殿へ献上メロンを持って王の前に現れた男は、先日出会った相手が王であることにすぐ気づき、メロンを受け取らなかったらどうするかと問い詰めた王に対してとんちで笑わせた。あっぱれに思った王は、男にメロンを献上した褒美をたくさん持たせた。
イタリアでは、トスカーナ地方の王妃が三つ子を産んだとき、小姑の姉妹が王に「三つ子はひとじゃなく、ネコとヘビとナナフシ」だと告げ口をした逸話が伝わる。王は妻を魔女として牢に入れ、子供を殺すように命じたが、家臣は子供を殺すことができず、自分で育てた。あるとき、その臣下の家においしそうなメロンができ、王に献上することになった。王がメロンを切ると種子が宝石だった。王が不思議がると、そばにいた侍女が「人間の女がネコとヘビとナナフシを産むよりたやすいことです。」と申し立て、王を説得。妻は釈放され、子供たちは迎え入れられ、小姑たちは公衆のさらし者にされた。

### 祭事
メロンの祭事は世界中で開催されている。
- アメリカ合衆国ミシガン州・ハウエル - アメリカ独自のカンタロープメロンを祝う地元向けのチャリティーイベントを開催。ダンス大会の「メロン・ボール」、長距離走大会、カンタロープ・アイスクリームの販売などが行われる[77]。
- フランス・カヴァイヨン - 地元産メロンが旬を迎える7月に、街はメロン一色となる[77]。
- トルクメニスタン - 8月2日は「メロンの日」とされ、祭りの日であるとともに国民の祝日でもある[77]。
- タジキスタン - 2012年のハニー・アンド・メロン・フェスティバルで、150トンにもおよぶメロンが用意された[77]。
- カタール - 2014年4月に、大型スーパーマーケット「ルル・ハイパーマーケット」にて第1回メロンフェスティバルを開催[77]。

### 芸術
メロンは絵画や彫刻、民芸品などの芸術分野においても、よく題材として使われている。17世紀初めのイタリア人画家カラヴァッジョの絵画には、瑞々しいメロンが描かれている。2006年にチェコで始まった「ヨーロッパ・メロン・カービング・フェスティバル」(英: Melounovy European Melon Carving Festival) は、メロンやスイカにカービング（芸術的な彫刻）を施す技術を競う大会で、世界中から果物・野菜彫刻のアーティストが集まる。